# Mindaugas Žukauskas
Mindaugas Žukauskas, född 24 augusti 1975 i Šiauliai, dåvarande Sovjetunionen, är en litauisk basketspelare som tog OS-brons 1996 i Atlanta. Detta var Litauens andra bronsmedalj i rad i herrarnas turnering i basket vid olympiska sommarspelen. Han har spelat för det italienska laget Scavolini Pesaro.